# 379767 Barcis
379767 Barcis è un asteroide della fascia principale. Scoperto nel 2001, presenta un'orbita caratterizzata da un semiasse maggiore pari a 2,883599 UA e da un'eccentricità di 0,077383, inclinata di 2,490491° rispetto all'eclittica.
È dedicato al comune di Barcis, in provincia di Pordenone.